# Thomas Westropp Bennett
 (décembre 2018).
Si vous disposez d'ouvrages ou d'articles de référence ou si vous connaissez des sites web de qualité traitant du thème abordé ici, merci de compléter l'article en donnant les références utiles à sa vérifiabilité et en les liant à la section « Notes et références ».
Thomas Westropp Bennett (30 janvier 1867 - 1er février 1962) est une personnalité politique irlandaise, membre du Seaned (sénat) dont il a notamment été président.